# Éjféli látomás
Az Éjféli látomás (eredeti cím: Midnight Special) 2016-ban bemutatott amerikai sci-fi film, amelyet Jeff Nichols írt és rendezett. A főbb szerepekben Michael Shannon, Joel Edgerton, Kirsten Dunst, Adam Driver, Jaeden Lieberher és Sam Shepard látható. A történet középpontjában egy apa áll, aki különleges képességekkel rendelkező fiát próbálja megóvni a kormánytól, valamint egy rá vadászó vallási szektától.
Az Amerikai Egyesült Államokban 2016. március 18-án mutatták be a mozikban, a Warner Bros. Pictures forgalmazásában. Összességében pozitív kritikákat kapott, de bevételi szempontból nem bizonyult jövedelmezőnek. Magyarországon 2016. június 20-án jelent meg DVD-n.

## Cselekmény
Egy motelben Roy Tomlin és barátja, Lucas figyeli a 8 éves Alton Meyert, miközben a fiú a padlón olvas.
A Ranch-en, egy vallási szektában, Texas vidéki részén Calvin Meyer lelkész két hívét küldi el, hogy visszaszerezzék Altont. Ezután szembe kell néznie a gyülekezetével, amikor az FBI megrohamozza a templomukat. Paul Sevier, az NSA kommunikációs elemzője megkérdezi Calvint, hogy a kódolt műholdas adásokon keresztül küldött számok hogyan kerültek be a prédikációiba. Calvin elmagyarázza, hogy Alton nyelveken beszél, és ő adta át a számokat Calvinnak. Ahogy Alton képességei növekedtek, édesanyja, Sarah elhagyta őt, és a Ranch tagjai nevelik őt, Meyer lelkész pedig az örökbefogadó apja. Ebben a sorozatban az is kiderül, hogy Roy Alton a biológiai apja. Roy védelmezi Altont, és mindent megtesz a veszély elhárítása érdekében.
Egy állami rendőrrel való erőszakos összetűzés után Roy és Lucas Elden, a Ranch egykori tagjának otthonában keresnek menedéket. Az éjszaka folyamán egy földrengés ébreszti fel Royt és Lucast. Amikor betörik Alton szobájának ajtaját, rájönnek, hogy Eldenhez vakító fénysugarak kötik őt, amelyek közvetlenül a szeméből Elden szemébe hatolnak. Roy kiüti Eldent, és betakarja Altont, aki rendkívül fényérzékeny. Elviszik Elden furgonját, és továbbindulnak egy Alton által megadott hely felé. A Ranch tagjai úgy tűnik, ismerik ezt a helyet, de az FBI kétségbeesetten próbálja kideríteni, hogy hová tart a trió.
Amikor megállnak egy benzinkútnál, úgy tűnik, Alton megsemmisít egy műholdat, és törmelékeső zúdul rájuk. Elhajtanak Sarah Tomlin házához, és a nő túlságosan örül, hogy újra együtt lehetnek a fiával. Miután együtt nézik a híreket, Alton elmagyarázza, hogy ő okozta a műhold lezuhanását, mert a rendőrség őt követte vele.
Miközben a szökevények (köztük Sarah) folytatják útjukat, Alton egyre betegebbnek és gyengébbnek tűnik. Meggyőzi Royt, hogy hagyja őt napvilágot látni, míg Lucas és Sarah előre megy egy motelbe. Miután életében először látja a napfelkeltét, Alton szemei izzani kezdenek, és egy hatalmas fénykupola veszi körül a duót. Újra találkoznak Lucasszal és Sarah-val, és Alton egészséges. Elmagyarázza, hogy a nap látása segített neki felismerni valódi identitását. Elmagyarázza, hogy van egy világ, amely "ráépült" erre a világra, és hogy ő ehhez a világhoz tartozik. Roy megerősíti, hogy rövid ideig látta ezt a rejtett világot a fénykupolán belül.
Amikor kilépnek a szállodai szobából, Calvin nyomkövetői a farmról rajtaütnek rajtuk, akik elrabolják Altont, de hamarosan elfogják őket a rendőrök. A fiút egy kormányzati létesítménybe viszik, ahol, bár normális körülmények között nem tudhatta, hogy ki az a férfi, mégis ragaszkodik hozzá, hogy csak Paul Sevierrel fog beszélni. Miután Sevier megtapasztalja Alton képességeit, segít újraegyesíteni a fiút a szüleivel. Miután Calvin prédikációiból következtetett az úti céljukra, Sevier figyelmezteti a szökevényeket, hogy a helyszínt 5 mérföldes biztonsági körítés veszi körül, a Florida Panhandle-en.
Roy áthajt egy útzáron, és a kerítésen belülre hajt, miközben a hadsereg üldözőbe veszi. Ahogy elszáguldanak, Alton tudatja velük, hogy hol álljanak meg. Alton és Sarah gyorsan kiszállnak az autóból, és berohannak az erdőbe. Roy és Lucas a hadsereggel vadászni kezd, míg Alton és Sarah elérik a mocsár szélét. Ott egy hatalmas fénykupola jelenik meg, amely elnyeli Florida és a környező államok nagy részét. A fénykupolán belül mindenki egy párhuzamos világ futurisztikus építményeit láthatja. Végül e világ más lényei gyűlnek össze Alton körül, és az egész kupola eltűnik, magával ragadva Altont is.
Royt és Lucast letartóztatják. Lucast kihallgatja az FBI. Elmondja nekik a történetet, de azok elégedetlenek. Ezután Sevier lép be, hogy kihallgassa őt, és csak Lucas tud Sevier korábbi érintettségéről. Sarah, látszólag örökre elszakadva előző életétől, egy helyi benzinkúton levágja a szektás-hagyományos hajfonatát. Roy bebörtönözve van, de a napfelkeltét nézheti, szemei röviden és halványan világítanak, hasonlóan Altonéhoz.

## Szereplők
| Szereplő      | Színész          | Magyar hang     |
| ------------- | ---------------- | --------------- |
| Roy Tomlin    | Michael Shannon  | Varga Gábor     |
| Lucas         | Joel Edgerton    | Kálid Artúr     |
| Sarah Tomlin  | Kirsten Dunst    | Vadász Bea      |
| Sevier        | Adam Driver      | Orosz Ákos      |
| Alton Meyer   | Jaeden Lieberher | Pál Dániel Máté |
| Calvin Meyer  | Sam Shepard      | Rosta Sándor    |
| Doak          | Bill Camp        | Törköly Levente |
| Levi          | Scott Haze       | Renácz Zoltán   |
| Miller ügynök | Paul Sparks      | Dolmány Attila  |
| Elden         | David Jensen     | Imre István     |

### Magyar változat
- Magyar szöveg: Pallinger Emőke
- Hangmérnök: Jacsó Bence
- Vágó: Simkóné Varga Erzsébet
- Gyártásvezető: Gelencsér Adrienne
- Szinkronrendező: Marton Bernadett
- Felolvasó: Bozai József

A szinkront a Mafilm Audio Kft. készítette el.

## Forgatás
A forgatás 2014. január 20-án kezdődött és 40 napig tartott New Orleansban. 2014. március 1-jén fejeződött be.